# Haute-Hesse

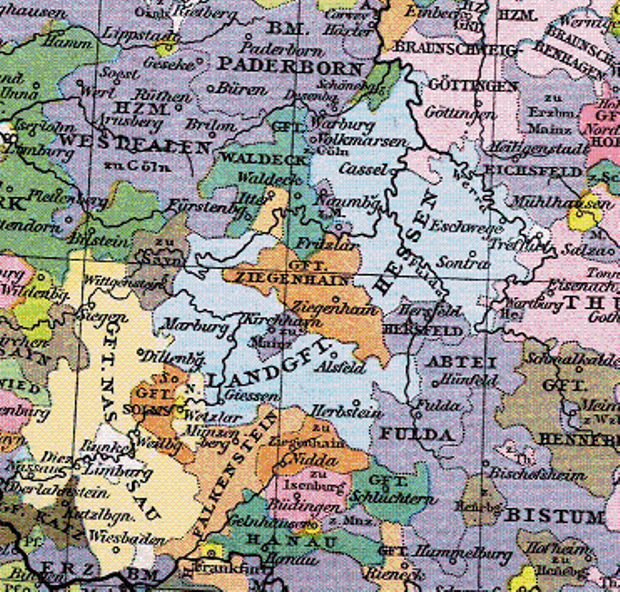
Carte du XIVe siècle de Hesse. En orange à gauche, il s'agit du comté de Solms. On trouve en bleu clair, au milieu, le landgrave de Hesse.

La Haute-Hesse (en allemand : Oberhessen) est une région historique de l’Allemagne, en Hesse.
Cette expression est apparue au Moyen Âge pour distinguer les différents territoires du landgraviat de Hesse avec notamment le landgraviat de Haute-Hesse, et comprend les villes de Biedenkopf à l'ouest et de Marbourg, Giessen, Grünberg et Alsfeld à l'est.
Lors du partage de la Hesse à la mort de Philippe le Magnanime, la Haute-Hesse forma le landgraviat de Hesse-Marbourg. Elle fut par la suite partagée entre la Hesse-Cassel et la Hesse-Darmstadt.
Chacun de ces deux États eurent ainsi leur « province de Haute-Hesse » :
- Dans l'Électorat de Hesse (Hesse-Cassel), cette province comprenait le nord de l'électorat, le comté de Ziegenhain et certaines portions de l'archevêché de Mayence.
- Dans le Grand-duché de Hesse (Hesse-Darmstadt), cette province comprenait les villes d’Alsfeld, Büdingen, Friedberg, Giessen, Grünberg, Lauterbach, Nidda Ulrichstein et Schotten.